# Аркивуо, Кари
Кари Аркивуо (фин. Kari Arkivuo; родился 23 июня 1983 года, Лахти, Финляндия) — финский футболист, защитник клуба «Лахти» и сборной Финляндии.

## Клубная карьера
Аркивуо — воспитанник клуба «Лахти» из своего родного города. В 2001 году он дебютировал в Вейккауслиге. За пять лет в составе клуба Кари провёл более 100 матчей. В 2006 году Аркивуо перешёл в норвежский «Саннефьорд», подписав контракт на три года. В том же году он дебютировал в Типпелиге, но вскоре получил травму и долго восстанавливался после неё. В начале 2009 года Аркивуо присоединился к нидерландскому «Гоу Эхед Иглз». 13 февраля в матче против «Фортуны» из Ситтарда он дебютировал в Эрстедивизи. 29 марта в поединке против АГОВВ Кари забил свой первый гол за «Гоу Эхед Иглз».
Летом 2010 года Аркивуо перешёл в шведский «Хеккен». 16 августа в матче против «Треллеборга» он дебютировал в Аллсвенскан лиге. 17 апреля 2011 года в поединке против «Сюрианска» Кари забил свой первый гол за «Хеккен». В 2012 году он помог команде завоевать серебряные медали, а в 2016 году выиграть Кубок Швеции.

## Международная карьера
12 ноября 2005 года в товарищеском матче против сборной Эстонии Аркивуо дебютировал за сборной Финляндии. В этом же поединке он забил свой первый гол за национальную команду.

### Голы за сборную Финляндии
| #   | Дата           | Место                        | Противник | Счёт | Результат | Соревнование      |
| --- | -------------- | ---------------------------- | --------- | ---- | --------- | ----------------- |
| 01. | 12 ноября 2005 | Сонера, Хельсинки, Финляндия | Эстония   | 1:2  | 2:2       | Товарищеский матч |

## Достижения
Командные
 «Хеккен»
- Обладатель Кубка Швеции — 2015/2016